# Ammocryptocharax
Az Ammocryptocharax a sugarasúszójú halak (Actinopterygii) osztályába, a pontylazacalakúak (Characiformes) rendjébe a pontylazacfélék (Characidae) családjába tartozó nem.

## Rendszerezés
A nembe az alábbi 4 faj tartozik.
- Ammocryptocharax elegans
- Ammocryptocharax lateralis
- Ammocryptocharax minutus
- Ammocryptocharax vintonae